# Campylaspis rubicunda
Campylaspis rubicunda is een zeekommasoort uit de familie van de Nannastacidae. De wetenschappelijke naam van de soort is voor het eerst geldig gepubliceerd in 1855 door Liljeborg.